# Be omid-e didār
Be omid-e didār (in persiano به امید دیدار‎, lett. "Arrivederci") è un film del 2011 diretto da Mohammad Rasoulof.

## Trama
Noura, un'avvocatessa di Teheran, cerca contro ogni difficoltà di ottenere un visto per lasciare l'Iran.

## Produzione
Il film è stato girato clandestinamente da Rasoulof in risposta alla condanna a sei anni di reclusione, poi ridotta ad uno solo, e al divieto di girare film per vent'anni impostogli dal governo in seguito al suo arresto nel 2010 assieme a Jafar Panahi con l'accusa di aver girato senza permesso un documentario sulle proteste post-elettorali allora in corso.

## Distribuzione
Il film è stato presentato in anteprima nella sezione Un Certain Regard del 64º Festival di Cannes il 14 maggio 2011.

## Riconoscimenti
- 2011 - Festival di Cannes
  - Premio per la miglior regia Un Certain Regard a Mohammad Rasoulof
  - In concorso per il Premio Un Certain Regard